# موکوسو، آنگولا
موکوسو (به انگلیسی: Mucusso) شهری در استان کواندو کوبانگو واقع در کشور آنگولا است که در سال ۲۰۰۹ میلادی ۳٬۹۵۹ نفر جمعیت داشته است.